# Критерій стійкості Михайлова
Критерій стійкості Михайлова — один із способів аналізу лінійної стаціонарної динамічної системи на стійкість. Поряд з критерієм стійкості Найквіста є представником сімейства частотних критеріїв стійкості, на відміну від алгебраїчних критеріїв, таких як критерій стійкості Рауса та критерій стійкості Гурвіца.
Критерій стійкості Михайлова запропонований в 1938 р., є досить зручним для аналізу лінійних систем, особливо високого порядку. Оцінка стійкості системи за даним критерієм виконується на основі характеристики (годографа) Михайлова, яка будується таким чином.
У характеристичному рівнянні замкнутої системи
{\displaystyle D(p)=a_{0}p^{n}+a_{1}p^{n-1}+...+a_{n}}
Замінимо
{\displaystyle p=j\omega }
, де ω — кутова частота коливань, які відповідають уявному кореню даного характеристичного полінома.
{\displaystyle D(j\omega )=X(\omega )+jY(\omega )=A(\omega )e^{j\psi (\omega )}}
Дійсна і уявна частини полінома:
{\displaystyle X(\omega )=a_{n}-a_{n-2}\omega ^{2}+...}
{\displaystyle Y(\omega )=a_{n-1}\omega -a_{n-3}\omega ^{3}+...}
Формулювання критерію: для стійкості лінійної системи n-го порядку необхідно і достатньо, щоб крива Михайлова, побудована в координатах {\displaystyle X(\omega ),Y(\omega )}, проходила послідовно через n квадрантів.
{\displaystyle D(p)=a_{0}(p-p_{1})(p-p_{2})...(p-p_{n})}
{\displaystyle p=j\omega \Rightarrow D(j\omega )=a_{0}(j\omega -p_{1})(j\omega -p_{2})...(j\omega -p_{n})}
Відомі узагальнення К.с. М. на системи автоматичного регулювання з запізненням, на імпульсні системи, а також аналоги цього критерію для нелінійних САР.